# Јевстатије Цариградски
Патријарх Јевстатије је био цариградски патријарх у периоду од 1020. до децембра 1025. године.

## Биографија
Пре него што је постао патријарх, Јевстатије је био протојереј - главни свештеник цркава Велике царске палате. Према сведочењу које је навео Јахја Антиохијски, Јевстатије је 12. априла 1020. године постављен за патријарха цариградског и био је патријарх 5 година и 8 месеци.
Јевстатије је увео праксу покривања олтара завесом како би се Света Тајна заштитила од погледа људи који су случајно ушли.
Године 1024. учествовао је у покушајима Византинаца да пронађу компромисно решење између њих и римског папе по питању све већег раскола између западне и источне цркве.
Умро је у децембру 1025. неколико дана пре смрти цара Василија II.